# Oregus
Oregus is een geslacht van kevers uit de familie van de loopkevers (Carabidae). De wetenschappelijke naam van het geslacht is voor het eerst geldig gepubliceerd in 1868 door Putzeys.

## Soorten
Het geslacht Oregus omvat de volgende soorten:
- Oregus aereus (White, 1846)
- Oregus crypticus Pawson; Emberson; Armstrong & Paterson, 2003
- Oregus inaequalis (Castelnau, 1867)
- Oregus septentrionalis Pawson; Emberson; Armstrong & Paterson, 2003